# Фокси Браун
	Инга ДеКарло Фунг Марчанд, познатија као Фокси Браун (Њујорк, 6. септембра 1978) је америчко-тринидаска реперка. Након што је потписала уговор са издавачком кућом Def Jam 1996. године, објавила је први студијски албум под називом Ill Na Na и била део краткотрајне реп групе the Firm. Други студијски албум под називом Chyna Doll, Фокси је објавила 1999. године, а трећи Broken Silence 2001. године и он је добио номинацију за Греми награду, за песму Na Na Be Like. Албум бенда the Firm под називом The Album објављен је 1997. године. Од 2001. године наступала је у песмама, али није објавила ниједан студијски албум.
Године 2003. напустила је Def Jam и отказала издање свог албума  Ill Na Na 2, али се 2005. године вратила, када ју је позвао Џеј-Зи, тадашњи председник и извршни директор издавачке куће и поново потписала уговор за почетак рада на другом необјављнеом албуму под називом Black Roses. Фокси је објавила микстејп Brooklyn Don Diva у мају 2008. године, док је њен албум King Soon Come требао да буде објављен 2019. године, али је његов излазак одложен на неодређено време.

## Биографија
Рођена је 6. септембра 1978. године у Њујорку. Фокси је Дугла (мешавина афро и индо тринидадског порекла), као и кинеско-тринидадског порекла. Њен ујак, Федерико де ла Асункион један је од 265 погинулих у авионској несрећи лета 587 у Њујорку, 12. новембра 2001. године. У периоду од 1999. до 2000. године бил аје верена за репера Курпута. Средином 20001. године била је верена за музичара Spragga Benza. Године 2000. изјавила је да се бори са депресијом. Након тога отишла је рехабилитациони центар на Медицинском колеџу Универзитет Корнел, како би се лечила од зависности и истакла да није могла више да снима или наступа без коришћења морфијума.
Фокси је претпела губитак слуха од маја 2005. до 2006. године. Одлучилаа се за слушни апарат и снимала је музику. Такође јој је више пута прећено, а често је нападана физички. Дана 13. јануара 2017. године добила је ћерку. Поређење између Лил Ким и Фокси довело је до жестоке конкуренције. Фокси је стала на страну Ники Минаж током њене свађе са Лил Ким. Након изласка из затвора, Ким јој није опростила, јер ју је Фокси често помињала на својим наступима у негативном смислу, док је она била у затвору.
Дана 7. септембра судија Њујоршког кривичног суда Мелиса Џексон осудила је Фокси на годину дана затвора због кршења условне казне која је проистекла из туче 2004. године са две маникирке у салону за нокте у Њујорку. Дана 12. септембра 2007., њени представници изјавили су да реперка није трудна као одговор на тврдње њеног адвоката да јесте.
Браунова је 23. октобра 2007. године добила 76 дана самице због физичке препирке која се догодила 3. октобра 2007. године са другом затвореницом. Према затворским властима, Фокси је, сутрадан након инцидента, такође вербално злостављала службенике за поправне поступке и одбила је да изврши насумични тест на дрогу. Затворске власти известиле су 27. новембра да је пуштена „из самице због доброг понашања“, а Браунова је коначно пуштена из затвора 18. априла 2008. године. Дана 22. јула 2010. године Фокси је ухапшена и птужена за  једну тачку кривичног дела за непоштовање суда, што је кривично дело класе Е (најмање тешко), због кршења налога за заштиту. Оптужба потиче из инцидента током вечери 21. јула 2010. године, у којем се тврдило да се Браунова 2007. године опсовала, а потом и насмнула на њену комшиницу Арлен, на коју је бацила свој мобилни телефон. Након инцидента, Арлен је тражила и добила забрану приласка. Након хапшења, Браунова се појавила на суду где се изјаснила да није крива за оптужбу и пуштена је уз кауцију од 5.000 америчких долара. Дана 12. јула 2011. оптужбе су одбачене.

## Музичка каријера

### 1996—1997: албуми група
Године 1996. Фокси је објавила свој први студијски албум под називом Ill Na Na и добила мешовите критике од стране музичких критичара, али је албум остварио добру продају. Продат је у више од 109.000 примерака током прве недеље од објављивања, а дебитовао је на седмом месту музичке листе Билборд 200. Албум је у великој мери продуциран од стране Тракмастерса, а на њему су гостовали Џеј-Зи, Блекстрит, Метом Мен и Кид Капри.  Добио је платинасти сертификат од стране Америчког удружења дискографских кућа и лансирао хит синглове као што су Get Me Home и I'll Be.
Након изласка албума Ill Na Na, Фокси се придружила колегама хип хоп уметницима у Њујорку, Насом, Натуром и А3 како би оформили супергрупу The Firm. Снимили су албум пореко издавачке куће Aftermath records, а продуцрао га је тим Др. Дреа. Поред албума објавили су неколико песама и ремикса песама. Албум под називом The Album био је на првом месту музичке листе Билборд 200. У марту 1997. године Фокси се придружила пролећној манифестацији коју је организовао МТВ у Панама Ситију на Флориди, заједно са Снуп Догом, Spice Girls и рок бендом Stone Temple Pilots. Након тога придружила се турнеји the Smokin' Grooves кој у је организовао House of Blues са групом Cypress Hill. Турнеју је требала да започне у Бостону, међутим након што је пропустила неколико састанака везаних за турнеју, напустила ју је.

### 1998—2003: Други и трећи студијски албуми
Албум Chyna Doll објављен је у јануару 1999. године и дебитовао је на првом месту листе Билборд 200. Албум је продат у 173.000 примерака током прве недеље од објављивања. However, its sales quickly declined in later weeks. Ипак, продаја албума је знатно  опала током каснијих недеља. Водећи сингл албума, под називом Hot Spot није успео да се пласира међу 50 најбољих на Билборд поп листи, као ни сингл I Can't. Албум је добио платинасти сертификат од стране Америчког удружења дискографских кућа, након што је продат у више од милион примерака.
Године 2001. Фокси је објавила албум Broken Silence. Након тога објавила је сингл BK Anthem. Први албумски сингл са албума био је Oh Yeah, на којем је гостовао њен тадашњи партнер Spragga Benz. На албуму се нашла песма Na Na Be Like, која је послужила као саундтрек за филм Blue Streak . Албум је дебитовао на петом месту Билбордове листе, а продат је у 130.000 примерака током прве недеље од објављивања. Као и претходни албум, Broken Silence је такође продат у 500.000 примерака и добио је златни сертификат од стране Америчког удружења дискографских кућа. Исте, 2001. године Браунова је снимила песму Blow My Whistle, за потребе филма Гас до даске 2 у сарадњи са јапанско-америчком кантауторком Утада Хикаром. Песму је написала Утада, заједно са Фарелом Вилијамсом и Чад Хугом. Албум саундтрека заузео је једанаесто место на листи Билборд 200 и нашла се на листи Топ ритам и блуз / Хип хоп албума.
Након паузе, Фокси се накратко вратила на музичку сцену 2002. године са синглом Stylin у чијем ремиксу су гостовали Бирдмен, њен брат Гавин, Лун и N.O.R.E. Сингл је требао да се нађе на њеном новом албуму, који ипак није издат. Наредне, 2003. године представљена је на синглу диск-џокеја Кајслаја, Too Much for Me. Такође, Фокси се појавила на последњем студијском албуму Лутера Вандора, под називом Dance with My Father. Након тога појавила се у популарној њујоршкој радио емисији коју је водио диск џокеј Венди Вилијамс. Браунова је након тога оптужена за илегалну трговину њених ауторских права. Након тога отказала је промоцију свог новог албума, због личних неслагања. Због тога, песма Stylin објављена је на компилацијском албуму The Source Presents: Hip Hop Hits Vol, 6. децембра 2005. године.

### 2004—2006:
Након одласка из Jaf recordsa и након отказивања промоције њеног студијског албума Ill Na Na 2: The Fever, Фокси је почела да снима 2004. године. Неколико месеци након тога, поново се састала са Џеј-Зијем и они су се вратили у Def Jam под својим режимом. Браунова је у том периода гостовала на песмама великог броја музичара.  У том пероду, Браунова је изгубила слух, па је одложила објављивање албума.  Након тога по други пут напустила је Def Jam records и покренула сопствену, независну  издавачку кућу Black Rose Entertainment у сарадњи са Koch records издавачком кућом.
У новембру 2004. године Фокси је објавила да ће наслов њеног предстојећег албума бити  Black Roses. Најавила је да ће бити прва уметница која ће потписати уговор са издавачком кућом Џеј-Зија. У међувремену, Џеј-Зи је постао председник и извршни директор компаније Def Jam. Дана 8. децембра 2005. године, Фокси је објавила да је доживела озбиљан и изненадни губитак слуха и да ништа није чула шест месеци. У јуну 2006. године изјавила је за медије да јој је слух враћен операцијом и да планира да нстави снимање. У новембру 2006. године спекулисало се да је Џеј-Зи разочаран недостатком продуктивности Браунове и да планира да је избаци из Def Jam recordsa. Планирано издање албума Black Roses  отказано је у децембру 2006. године.
Дана 22. маја 2007. године Black Hand Entertainment најавила је уговор о управљању дела Браунове, а Чаз Вилијамса као њеног менаџера.  Ни тада није речено када би требало да буде готов њен нови албум, али је Фокси истакла да је он скоро завршен. Као датум изласка најављен је 6. септембар 2007. године. Black Hand Entertainment објавио је да ће Фокси напустити Def Jam и покренути независну издавачку кућу Black Rose Entertainment, дистрибуирану од стране Koch recordsa. Албум Brooklyn Don Diva заказан је за 4. децембра 2007. године, али ипак ни тада није објављен.

### 2007—данас: Нови пројекти и албум
Браунова је потписала уговор са издавачком кућом Koch Records у августу 2007. године. Brooklyn's Don Diva албум објављен је као улични албум 13. маја 2008. године након много година одлагања. Албум садржи две раније необјављене песме, а заузео је осамдесет и треће место на листи Билборд 200, док је био осми на листи Независних ритам и блуз / хип хоп албума. Браунова је објавила дискографску нумеру Massacre, као одговор на песму Black Friday, певачице Лил Ким. Дана 14. августа 2012. године, појавила се као специјална гошћа на турнеју Ники Минаж у Њујорку. Репер А3 наговестио је да са Минаж ради на новом материјалу.  У августу 2018. године Браунова је гостовала на албуму Queen, Ники Минаж.
Према изворима из медија, Браунова ради на свом четвртом студијском албуму. Године 2019. одрадила је ремикс песме репера Казанове, So Brooklyn. У августу 2020. године, Браунова се поново окупила са музичара из групе the Firm, како би снимили песму Full Circle, која се нашла на албуму King's Disease репера Наса.

## Умешност и наслеђе
Текстови Браунове описани су као „разуздани“ и „прекомерни“ са „оскудном одећом која се поклапа са тим.“ Њена музика често је усресређна на теме као што су секс, мода и мафија и описана је као  „интригантно заводљива и савремена музичарка". Њен рад за деби албум описан је као храбар, а продат је у више од милион примерака, уз подршку музичара као што су Нас и А3. Њен глас је описан као „хаски флоу” са денсхол свагером. Иако је њен рад често упоређиван са Лил Ким, писац Дејвид Опи изјавио је : „Само зато што су обе биле прве даме својих посада, не значи да су Фокси или Ким на било који начин биле идентичне, а било је крајње мизогино да се сугерише другачије [...] У индустрији која се и даље активно руга рањивости и слабости, хип-хопу треба још репера који су спремни да се отворе на овај начин, а чињеница да је Фокси то учинила тако давно довољно, то говори о њеној уметности.” Браунова је као своје утицаје навела Наса, Емси Лајта и Salt-N-Pepa.

Када сам видео Фокси излазак њеног албума Ill Na NA, то је било уверење да су се вештине исплатиле; заправо није било важно ко помаже у римама. Реч је о испоруци и садржају и из чијих уста је то излазило. Било ми уверење као хип-хоп глави да се овај простор можда отвара за жене на начин који никада раније није био отворен. Било је нечега у ономе што је [она] рекла и како је [она] то говорила, то је наговештавало да ће доћи велика промена “

—Rolling Stone аутор Кети Ијандоли..
Примећено је да је Фокси бистра, талентована, секси и што је најважније не плаши се креатовног ризика, као и да њен утицај и даље постоји. Њени албуми повезују ритам и блуз са хип хопом. Издање албум аIll Na Na означило је монументални тренутак у историји хип-хопа, али је умеањено због поређења између ње и Лил Ким. Иако Фокси није постигла култни статус као Ким, њен деби албум је био суштинска прекретница у реп музици. Фокси је наведена као модна икона, списатељицаа  Ели Харис написала је да је Фокси прославила лепоту своје коже.
Други студијски албум Браунове, под називом Chyna Doll дебитовао је 1999. године на првом месту,  што га чини тек другим женским реп албумом који је дебитовао на првом месту, након албума Miseducation Лорин Хил. Њеном раду почаст су одали бројни уметници као што су Ники Мнаж, Кеш Дол и Малибу Миц. Минаж је отишла толико да леко да је рекла да без Фокси можда никада не би почела да репује и назвала је најутицајнијом реперком међу женама.

## Дискографија
Студијски албуми
- Ill Na Na (1996)
- Chyna Doll (1999)
- Broken Silence (2001)

Колаборације
- The Album са групом The Firm (1997)

## Филмографија
| Година | Назив         | Улога     |
| ------ | ------------- | --------- |
| 1998.  | Woo           | вереница  |
| 2004.  | Fade to Black | саму себе |

## Награде и номинације

### Греми награде
| Година | Номиновани/рад | Награда                     | Резултат   |
| ------ | -------------- | --------------------------- | ---------- |
| 2003.  | Na Na Be Like  | Најбољи реп соло перформанс | Номинација |

### БЕТ награде
| Година | Номиновани/рад | Награда                        | Резултат   |
| ------ | -------------- | ------------------------------ | ---------- |
| 2002.  | Фокси Браун    | Најбољи женски хип-хоп уметник | Номинација |